# Иоахаз (царь Иудеи)
Иоахаз (ивр. יְהוֹאָחָז‎, Йегоахаз; «Яхве хранит»; также Саллум; «воздаяние»; Иер. 22:11), сын Иосии, — библейский ветхозаветный персонаж: 17-й царь Иудеи, севший на трон в возрасте 23 лет. Царствовал всего три месяца (4Цар. 23:31).
Смерть его отца Иосии привела к политическому кризису в Иудее. Иоахаз был возведён на трон в обход старшего царевича Елиакима, позже переименованного в Иоакима.
Фараон Нехо II после победы у Мегиддо беспрепятственно пересёк Сирию и соединился с ассирийской армией. Вместе они попытались отбить у вавилонян Харран, но потерпели неудачу. Возможно, известие о поражении египтян побудило Иоахаза порвать отношения с фараоном. Египетская армия отправилась в обратный путь. Нехо сделал остановку в городе Рибле на территории бывшего Хамата и вызвал туда иудейского царя. В ходе переговоров он повелел арестовать Иоахаза и отправил его в Египет. Впоследствии Иоахаз умер в плену.

И взял народ земли Иоахаза, сына Иосиина, и помазали его и воцарили его вместо отца его. Двадцати трёх лет был Иоахаз, когда воцарился, и три месяца царствовал в Иерусалиме; имя матери его Хамуталь, дочь Иеремии, из Ливны. И делал он неугодное в очах Господних во всём так, как делали отцы его. И задержал его фараон Нехао в Ривле, в земле Емафской, чтобы он не царствовал в Иерусалиме, — и наложил пени на землю сто талантов серебра и [сто] талантов золота. И воцарил фараон Нехао Елиакима, сына Иосиина, вместо Иосии, отца его, и переменил имя его на Иоакима; Иоахаза же взял и отвёл в Египет, где он и умер.— 4Цар. 23:30—34

Ибо так говорит Господь о Саллуме, сыне Иосии, царе Иудейском, который царствовал после отца своего, Иосии, и который вышел из сего места: он уже не возвратится сюда, но умрёт в том месте, куда отвели его пленным, и более не увидит земли сей.— Иер. 22:11—12